# Gray Barker
Gray Barker (n. 2 mai 1925– d. 6 decembrie 1984) a fost un autor și ufolog american. A scris despre OZN-uri și alte fenomene paranormale. Conceptul de Oameni în negru a fost popularizat de Barker în cartea sa din 1956 They Knew Too Much About Flying Saucers (Ei știu prea multe despre farfurii zburătoare) scrisă după Incidentul din Insula Maury din  iunie 1947.  Dovezi recente indică faptul că el era sceptic în privința incidentelor OZN și, în principal, a scris despre paranormal pentru câștiguri financiare. Uneori, el a participat la unele farse pentru a induce în eroare gravă investigatorii fenomenului OZN.